# Rhodopsona bocki
Rhodopsona bocki är en fjärilsart som beskrevs av Swinhoe 1905. Rhodopsona bocki ingår i släktet Rhodopsona och familjen bastardsvärmare. Inga underarter finns listade i Catalogue of Life.